# Fullarton Water
Das Fullarton Water ist ein Bach im Süden der schottischen Council Area Midlothian.

## Verlauf
Der Bach entsteht durch Zusammenfluss von Loch Burn und Tweeddale Burn nordwestlich des Gladhouse Reservoirs vor der Nordflanke der Moorfoot Hills. Während der Tweeddale Burn an den Hängen des Hog Hill entspringt, handelt es sich beim Loch Burn um den Abfluss aus dem Portmore Reservoir, das vor der Flanke des Dundreich gelegen ist.
Das Fullarton Water fließt vornehmlich in nordöstlich Richtung ab. Nach etwa fünf Kilometern ergießt es sich an dessen Südwestseite in das Edgelaw Reservoir. Der Abfluss aus dem Stausee wird Redside Burn genannt.

## Umgebung
Das Fullarton Water durchfließt eine dünnbesiedelte Region im Süden Midlothians. Entlang seines Laufs existiert keine nennenswerte Besiedlung. Die B6372 quert auf ihrem Weg von Penicuik nach Pathhead das Fullarton Water. Als Teil des Wasserwegs zwischen Portmore Reservoir und Edgelaw Reservoir dient das Fullarton Water der Trinkwasserversorgung.

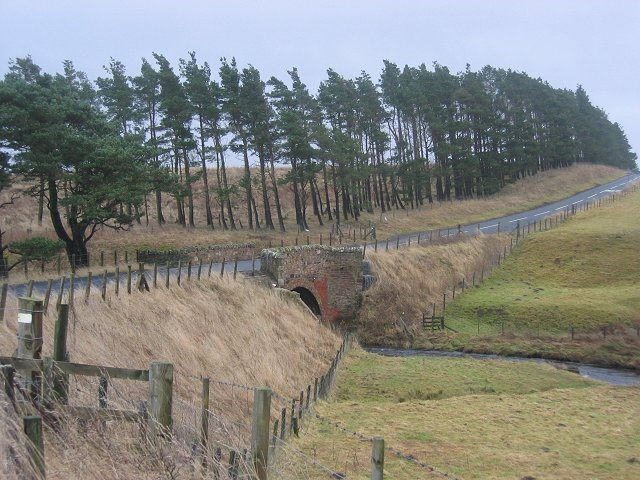
Querung der B6372
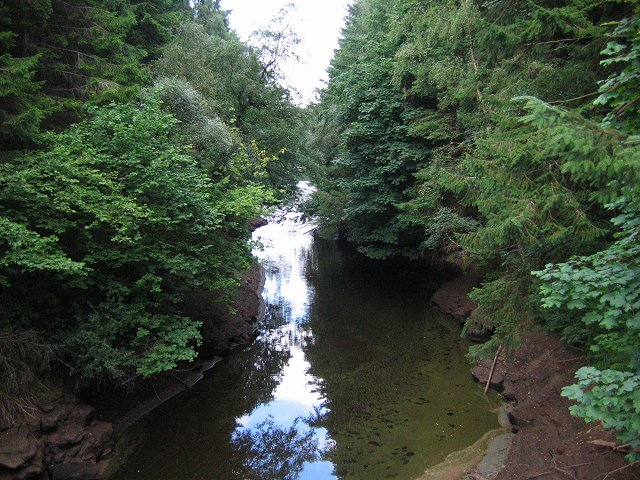
Mündung in das Edgelaw Reservoir